# La Hermana Menor
La Hermana Menor fue una banda de rock alternativo uruguaya que ha tenido (como mínimo) tres formaciones completamente diferenciadas y con repertorios propios, manteniéndose como constante -además del nombre- la presencia de su cantante y letrista Tüssi Dematteis (Montevideo, 28 de junio de 1969 - 21 de febrero de 2024) y un permanente interés en combinar formatos de canción clásica con experimentaciones sonoras, dentro de un marcado eclecticismo genérico.

## Historia

### Primera formación
La Hermana Menor surge en 1991, cuando Tüssi Dematteis (voz, guitarra acústica) y Nacho Durán (guitarra) dos integrantes de una de las bandas pioneras del hardcore uruguayo, Guerrilla Urbana, decidieron formar un proyecto de mayor complejidad y variedad sonora. Junto a Lessandro Albuquerque (bajo), José Moreni (batería) y José Luis Yabar (guitarra) conformaron La Hermana Menor, banda denominada según distintas versiones por a) una novela de Raymond Chandler, b) la admiración de toda la banda hacia la hermana de un amigo en común y c) como antítesis del concepto orwelliano de "Hermano Mayor" (Big Brother). 
La banda integró, junto bandas de espíritu similar como Buenos Muchachos, The Supersónicos y Chicos Eléctricos la escena underground montevideana centrada en el pub Juntacadáveres, convirtiéndose en uno de los números fijos del mismo. En aquel momento la banda combinaba una marcada influencia del rock alternativo en boga en la época (Sonic Youth, Jane's Addiction, Pavement y, sobre todo, Dinosaur Jr) con influencias totalmente eclécticas que cruzaban heavy-metal, folklore brasileño, bossanova, pop bubblegum y hardcore. En sus recitales era habitual que interpretaran covers que iban desde los Violent Femmes hasta Jorge Ben Jor, de los Rolling Stones a Black Flag, además de abundante material propio. La banda llegó a grabar un disco que nunca fue editado pero del que dos temas, Diecisiete y Nafta (3. A.M., emergerían en 1994 en el disco colectivo Criaturas del Pantano. Pero a principios de 1993 la banda se había disuelto a causa de conflictos internos, excesos de todo tipo y demás características propias del folklore roquero.

### Años inestables (1997-2003)
Tras algunos intentos fútiles de reunión, la banda se reformaría en 1997 con sólo Dematteis y Durán como miembros remanentes de la formación original. Durán se iría de la banda un año después en lo que sería una de las características distintivas de la banda: la incapacidad de mantener una integración estable y la permanente rotación de músicos, con la excepción de Dematteis. Estas formaciones se caracterizaron por una progresiva aproximación a la psicodelia y un abandono del ruido y la agresividad propia de la banda original, acercándose más al sonido de bandas como Yo La Tengo, a quienes La Hermana Menor haría de teloneros en su presentación montevideana.

### Segunda formación
Tras algunos años de cambios constantes de integración y conciertos esporádicos, la banda consiguió grabar su primer CD oficial, el cambiante y melancólico Ex (Bizarro Records, 2003), con una integración fugaz que incluía a Federico Deutsch (teclados), Ricardo Musso (guitarra), Leo Fernández (batería), Alejandro Itte (bajo) y Juan Benavidez (guitarra). Antes de que el disco fuera editado, la banda se disolvió nuevamente; Alejandro Itte se unió a los Buenos Muchachos, Ricardo Musso volvió al El Cuarteto de Nos, Leo Fernández emigró a España y Federico Deutsch se dedicó a una carrera solista. Dematteis y Benavidez reformularon la banda con Juan Sacco (guitarra), Pablo Paciuk (bajo) y Franco Di Gregorio (batería) con quienes se volvió a una orientación más ruidista (ahora con algunos elementos de free jazz y de noise) y con quienes presentaron el disco tanto en Montevideo como en Buenos Aires.

### Tercera formación
En el 2004, cuando estaban grabando los demos para su segundo disco, Juan Benavidez y Pablo Paciuk abandonaron la banda, dejándola nuevamente al borde de la disolución definitiva. Sin embargo fueron rápidamente reemplazados por Marcelo Alfaro (guitarra) e Iván Krisman (bajo), agregándose luego Mauricio Figueredo en teclados. Durante la segunda mitad del 2006 la banda estuvo grabando su segundo y demorado disco, Todos estos cables rojos, finalmente publicado en junio del 2007, y que contiene lo que se puede considerar como su primer tema de éxito, La casa de Margarita. A finales del 2006 se unió a la banda Daniel Noble (guitarra), quién al igual que Iván Krisman formó parte también de La Teja Pride, pero a pesar de haber dejado -temporalmente- la banda, Juan Sacco siguió relacionado con la misma.
En mayo del 2008 ganaron, gracias a Todos estos cables rojos los Premios Graffiti a Mejor disco de rock y Mejor disco del año, presentándose además en vivo en la ceremonia de entrega de dichos premios. Tras una serie de conciertos importantes y una serie de problemas internos que demoraron la grabación de su tercer disco, Figueredo, Noble y Di Gregorio dejaron la banda, lo que produjo la entrada de Ezequiel Rivero (líder de Amelia) en teclados y Pablo Gómez (The Supersónicos) en batería. Pero también volvieron algunos antiguos integrantes como José Nozar (también en Buenos Muchachos), en percusión y set limitado de batería, y Juan Sacco en guitarra.
Canarios, el tercer disco de la banda fue editado en septiembre de 2010. Ganó el Premio Graffit a mejor disco de rock alternativo de ese año.

## Discografía
- Ex (Bizarro Records 2894-2. 2003)
- Todos estos cables rojos (Bizarro Records 3759-2. 2007)
- Canarios (Bizarro Records. 2010)
- Todas las películas son de terror (Bizarro Records. 2013)

### Colectivos
- Criaturas del pantano (Perro Andaluz. 1994)